# خمیر (فیلم ۲۰۰۰)
خمیر (به هندی: Khauff) فیلمی محصول سال ۲۰۰۰ و به کارگردانی سانجی گوپتا است. در این فیلم بازیگرانی همچون سانجی دات، مانیشا کویرالا، شاراد کاپور، سیمران، موکش خانا، سورش اوبروی، تینو آناند، جاسپال بهاتی، فریده جلال، راوینا تاندون ایفای نقش کرده‌اند.